# Treuenbrietzen
Treuenbrietzen est une ville allemande située dans le Land de Brandebourg dans l'arrondissement de Potsdam-Mittelmark.

## Histoire
La ville était d’abord connue comme Britzen (probablement dérivé du mot slave pour les bouleaux). Son origine est un château de la Maison d'Ascanie, documenté depuis 1208 et construit sur la place d’une fortification ancienne slavique. En 1348 et 1349, pendant que le faux Valdemar était investi de la Marche de Brandebourg, la ville resta loyale à la Maison de Wittelsbach et ne permit pas l’accès à l’imposteur. En raison de sa loyauté vers le prince légitime, la ville reçoit de nouveaux privilèges et est nommée Treuenbrietzen depuis le XVe siècle.
Un sous-camp du camp de concentration de Sachsenhausen est ouvert dans la ville pendant la Seconde Guerre mondiale. Les prisonniers sont contraints aux travaux forcés dans une usine d'armement. Avec l'approche de l'Armée rouge, le 23 avril 1945, la Wehrmacht exécute 127 prisonniers de guerre italiens du camp. Entre le 24 avril et le 1er mai 1945, la région est le théâtre d'une bataille entre la Wehrmacht et l'Armée rouge. Les Soviétiques massacrent des Allemands après leur arrivée dans la ville (Massacre de Treuenbrietzen (de))

## Démographie
- Développement de la population dans les limites actuelles. -- Ligne bleue: Population; Ligne pointillé: Comparaison avec le développement de Brandebourg -- Fond gris: Période du régime nazie; Fond rouge: Période du régime communiste
- Évolution recente (ligne bleue) et prévisions sur l'effectif de résidents

| Année | Population |
| ----- | ---------- |
| 1875  | 9 422      |
| 1890  | 8 939      |
| 1910  | 9 226      |
| 1925  | 9 815      |
| 1933  | 10 118     |
| 1939  | 12 239     |
| 1946  | 13 985     |
| 1950  | 13 554     |
| 1964  | 11 114     |
| 1971  | 10 961     |

| Année | Population |
| ----- | ---------- |
| 1981  | 9 749      |
| 1985  | 9 626      |
| 1989  | 9 371      |
| 1990  | 9 251      |
| 1991  | 9 139      |
| 1992  | 9 093      |
| 1993  | 9 116      |
| 1994  | 9 272      |
| 1995  | 9 240      |
| 1996  | 9 155      |

| Année | Population |
| ----- | ---------- |
| 1997  | 9 116      |
| 1998  | 9 066      |
| 1999  | 9 006      |
| 2000  | 8 908      |
| 2001  | 8 760      |
| 2002  | 8 734      |
| 2003  | 8 706      |
| 2004  | 8 590      |
| 2005  | 8 475      |
| 2006  | 8 207      |

| Année | Population |
| ----- | ---------- |
| 2007  | 8 108      |
| 2008  | 8 001      |
| 2009  | 7 911      |
| 2010  | 7 776      |
| 2011  | 7 569      |
| 2012  | 7 487      |
| 2013  | 7 406      |
| 2014  | 7 430      |
| 2015  | 7 379      |
| 2016  | 7 460      |

| Année | Population |
| ----- | ---------- |
| 2017  | 7 475      |
| 2018  | 7 405      |
| 2019  | 7 459      |
| 2020  | 7 423      |

## Personnalités
- Franz Kinderling (1820-1895), vice-amiral mort à Treuenbrietzen.
- Henry Maske (1964-), champion olympique et du monde de boxe né à Treuenbrietzen.